# دگرجل‌ها
دگرجل‌ها (نام علمی: Heteromirafra) نام یک سرده از تیره چکاوک است.

## گونه‌ها
- چکاوک آرچر (Heteromirafra archeri)
- چکاوک آرچر (Heteromirafra sidamoensis)
- چکاوک راد (Heteromirafra ruddi)